# Ahuatlán (Jalisco)
Ahuatlán es una localidad del estado mexicano de Jalisco. Es parte del municipio de Zapotlán del Rey.

## Toponimia
El nombre «Ahuatlán» proviene de los términos en náhuatl: ahuatl, encino; tlan, lugar de abundancia. Su significado es «Lugar donde abundan los encinos».

## Demografía
| Gráfica de evolución demográfica |
|                                  |

| Censo | Población |
| ----- | --------- |
| 1921  | 697       |
| 1930  | 198       |
| 1940  | 606       |
| 1950  | 718       |
| 1960  | 1 009     |
| 1970  | 1 219     |
| 1980  | 1 305     |
| 1990  | 1 532     |
| 2000  | 1 739     |
| 2010  | 2 069     |
| 2020  | 2 471     |